# Geitoneura acantha
Geitoneura acantha là một loài bướm thuộc họ Nymphalidae.

## Hình ảnh

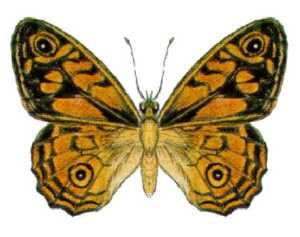
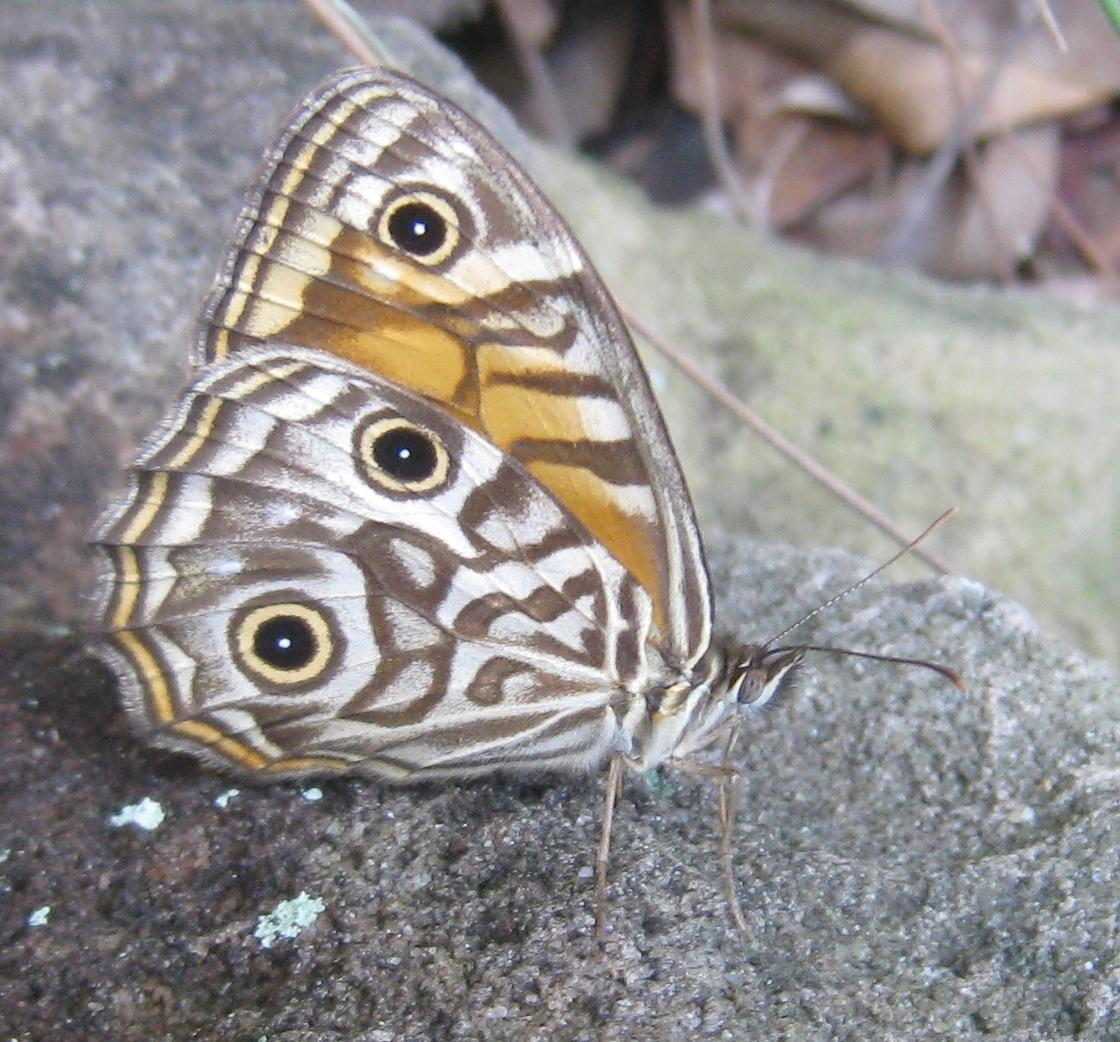
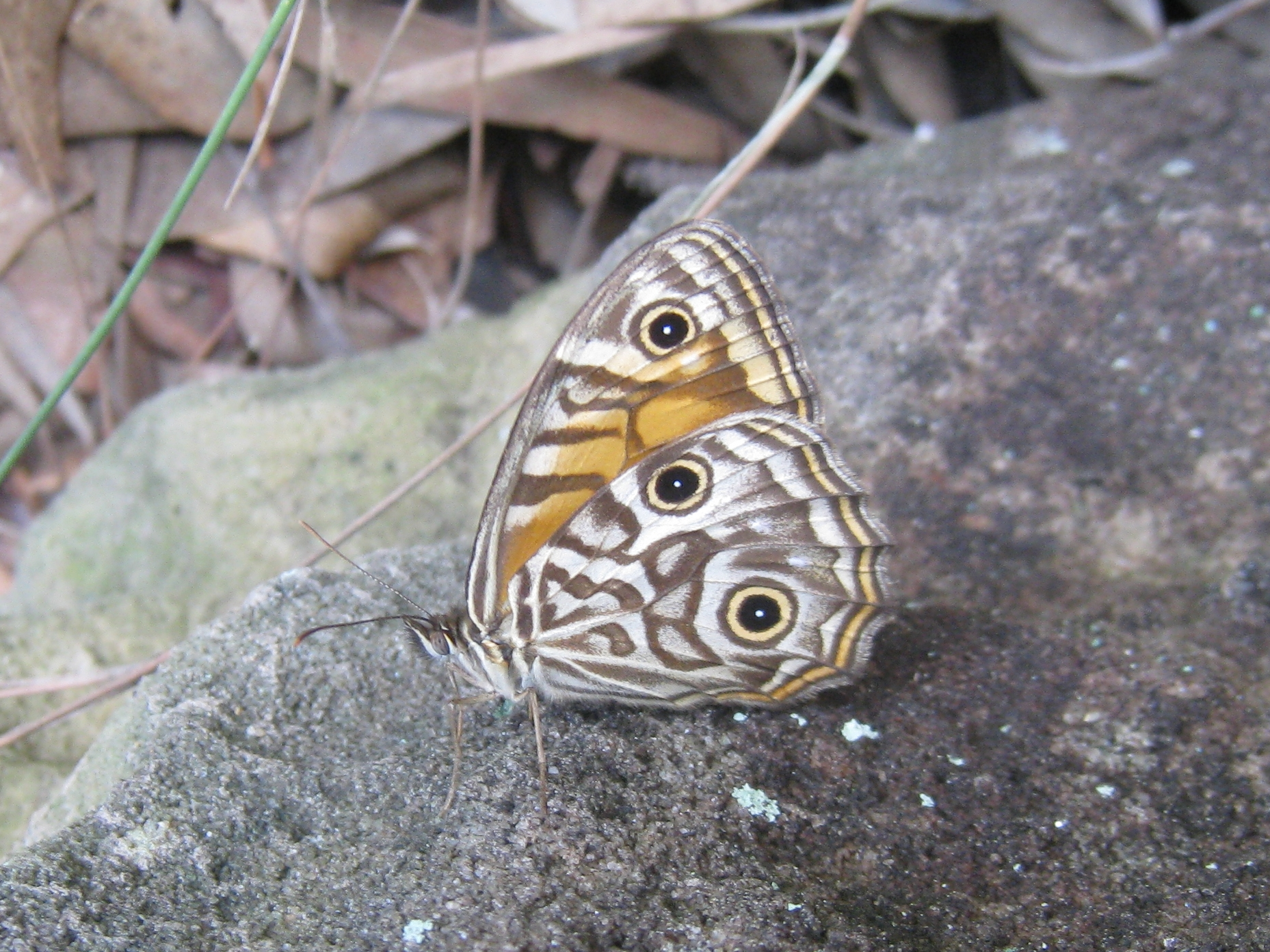